# 마르코 히에탈라

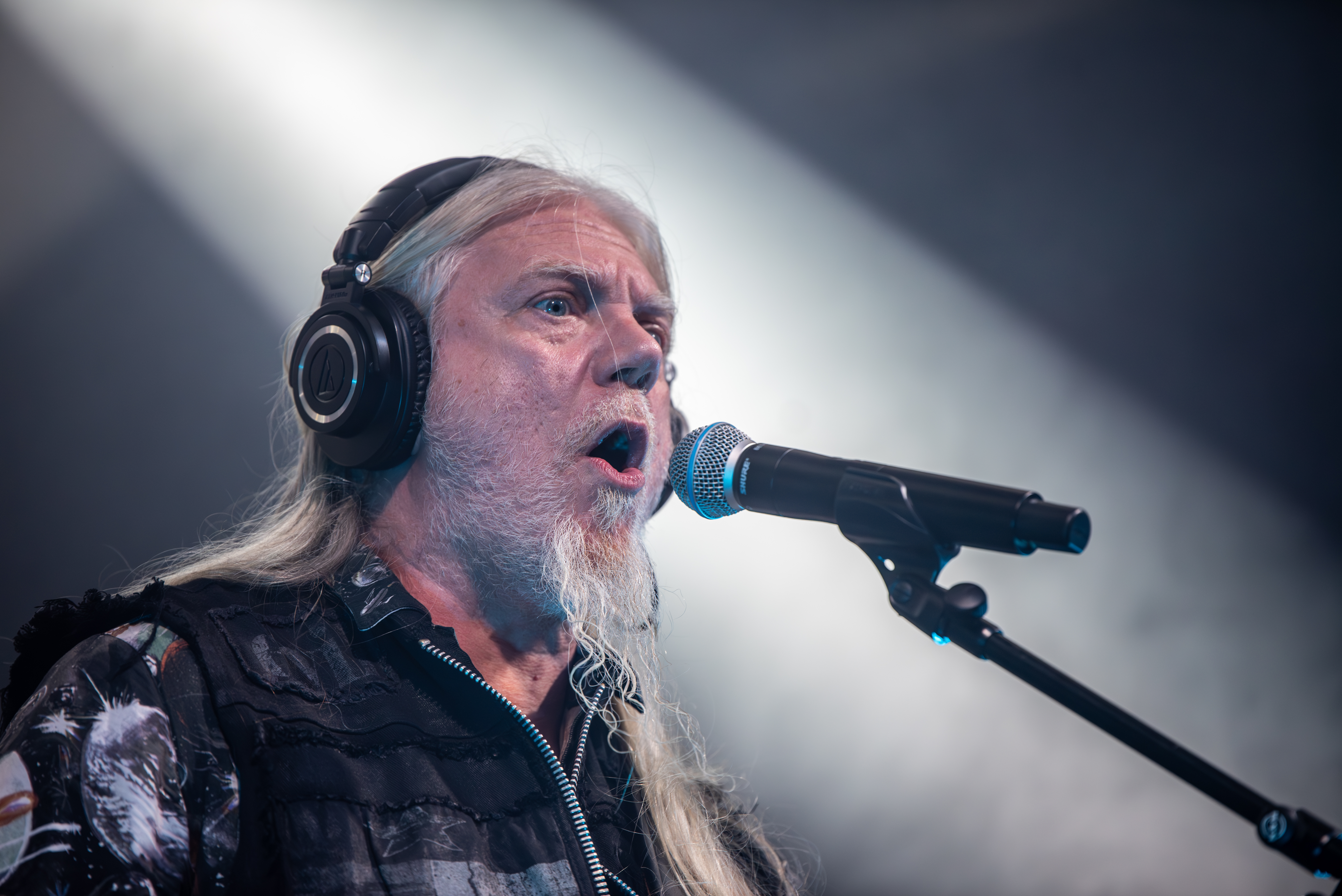
2025년 모습

마르코 히에탈라(Marko Hietala, 본명: Marko Tapani "Marco" Hietala, 1966년 1월 14일 ~ )는 핀란드의 헤비 메탈 보컬리스트, 베이스기타 연주자, 작곡가이다. 국제적으로는 심포닉 메탈 밴드 나이트위시의 전 베이스기타 연주자이자 남성 보컬리스트, 투오마스 홀로파이넨의 작곡가로 알려져 있다. 헤비메탈 밴드 타롯(Tarot)의 작곡가이자 작사가, 보컬리슽, 베이스기타 연주자이기도 했다.

## 디스코그래피
스튜디오 음반
- Mustan sydämen rovio

### 나이트위시
스튜디오 음반
- Century Child
- Once (나이트위시의 음반)
- Dark Passion Play
- Imaginaerum
- Endless Forms Most Beautiful
- Human. :II: Nature.